# Forcipomyia fengjiensis
Forcipomyia fengjiensis är en tvåvingeart som beskrevs av Yu, Liang, Chen, He och Su 2007. Forcipomyia fengjiensis ingår i släktet Forcipomyia och familjen svidknott. Inga underarter finns listade i Catalogue of Life.